# Кусакі Кацухіро
Кусакі Кацухіро (яп. 草木 克洋, нар. 12 квітня 1962, Кіото —) — японський футболіст, що грав на позиції нападника.

## Клубна кар'єра
Грав за команду Янмар Дизель, Гамба Осака, Кіото Перпл Санга.

## Виступи за збірну
Дебютував 1988 року в офіційних матчах у складі національної збірної Японії. У формі головної команди країни зіграв 2 матчі.

## Статистика
Статистика виступів у національній збірній.
| Збірна Японії | Збірна Японії | Збірна Японії |
| Роки          | Ігри          | голи          |
| ------------- | ------------- | ------------- |
| 1988          | 2             | 0             |
| Усього        | 2             | 0             |